# Verdeckte Gewinnausschüttung
Die verdeckte Gewinnausschüttung (vGA) ist ein steuerliches Rechtsinstitut, mit  dessen Hilfe Gesetzgeber und insbesondere die Rechtsprechung versuchen, Vermögensverlagerungen zwischen einer Körperschaft und ihren Anteilseignern einer sachgemäßen Besteuerung zuzuführen.

## Situation in Deutschland

### Rechtliche Grundlagen
In Deutschland ist die vGA in § 8 Abs. 3  Körperschaftsteuergesetz (KStG) geregelt. Danach ist es für die Ermittlung des Einkommens ohne Bedeutung, ob das Einkommen verteilt wird. Nach Satz 2 dieser Vorschrift mindern vGA das Einkommen nicht. Damit stellt die Vorschrift klar, dass die bloße Verwendung von Gewinnen nicht zur Minderung der steuerlichen Bemessungsgrundlage führen kann. Die Definition des Begriffes vGA ist insbesondere das Ergebnis einer jahrzehntelangen, umfangreichen Rechtsprechung der Finanzgerichte.

### Definition
Nach den von der Rechtsprechung entwickelten Grundsätzen ist eine vGA eine Zuwendung, die durch das Gesellschaftsverhältnis veranlasst ist. Dies ist insbesondere dann anzunehmen, wenn ein ordentlicher und gewissenhafter Geschäftsleiter die Zuwendungen einer Person, die nicht Gesellschafter ist, nicht gewährt hätte (R 8.5 Abs. 1 Satz 1 KStR). Darunter sind insbesondere unangemessene, einem Fremdvergleich nicht standhaltende Vermögensvorteile zu Gunsten der Gesellschafter zu verstehen, welche den Gewinn der Gesellschaft (=Unterschiedsbetrag gem. § 4 Abs. 1 EStG) gemindert haben und mit deren Hilfe steuerlich unbeachtliche Gewinnverwendungen  in steuerwirksame Betriebsausgaben transferiert werden sollten.
Im Verhältnis zu einem beherrschenden Gesellschafter (Beteiligung über 50 %) ist darüber hinaus eine Veranlassung durch das Gesellschaftsverhältnis und damit eine vGA in der Regel auch dann anzunehmen, wenn es an einer zivilrechtlich wirksamen, klaren, eindeutigen und im Voraus abgeschlossenen Vereinbarung darüber fehlt, ob und in welcher Höhe ein Entgelt für eine Leistung des Gesellschafters zu zahlen ist, oder wenn nicht einer klaren Vereinbarung entsprechend verfahren wird (R 8.5 Abs. 2 Satz 1 KStR). Aufgrund dieser für den beherrschenden Gesellschafter entwickelten Sonderrechtsprechung sind selbst dem Fremdvergleich standhaltende Zuwendungen vom Betriebsausgabenabzug ausgeschlossen und als vGA zu behandeln, wenn es an der Rechtzeitigkeit, Klarheit, der zivilrechtlichen Wirksamkeit bzw. am ordnungsgemäßen Vollzug einer die Zuwendung regelnden Vereinbarung mangelt. Ziel dieser Rechtsprechung ist es, in Anbetracht des fehlenden Interessengegensatzes zwischen Gesellschaft und Anteilseigner, durch Auferlegung verschiedener Formalien beherrschungsbedingte Gewinnmanipulationen zu vermeiden. Auch Leistungen an nicht beherrschende Gesellschafter können nach der Sonderrechtsprechung für beherrschende Gesellschafter behandelt werden, wenn diese mit anderen Gesellschaftern „gleich gerichtete Interessen“ verfolgen.
Vorstehende Grundsätze gelten nicht nur für unmittelbare Zuwendungen an den Gesellschafter, sondern auch für solche an ihm nahestehenden Personen.

### Rechtsfolgen(ab 2009)

#### Gesellschaftsebene
Das Finanzamt stellt die verdeckte Gewinnausschüttung in der Regel bei einer späteren Überprüfung fest, also zu einem Zeitpunkt, bei dem die Geschäftsführung nicht mehr über Gestaltungsmöglichkeiten verfügt.
Zu unterscheiden ist, ob  die vGA nur zu einer Gewinnminderung ohne Vermögensabfluss geführt hat (z. B. Passivierung einer überhöhten Pensionsrückstellung), nur ein Abfluss ohne Gewinnminderung vorliegt (z. B. Aktivierung des überhöhten Grundstückkaufpreises) oder, was der Regelfall ist, beides, also Gewinnminderung und Abfluss zeitlich gleichzeitig gegeben ist. Der Wert der vGA ist, sofern der Gewinn  gemindert wurde, dem Einkommen der Gesellschaft außerhalb der Bilanz wieder hinzuzurechnen. Auf Gesellschaftsebene erhöht sie – nun als unbeachtliche Gewinnverwendung umqualifiziert – das Einkommen der Gesellschaft. Das so erhöhte Einkommen unterliegt der Körperschaftsteuer (§ 23 Abs. 1 KStG) und der Gewerbesteuer (§ 7 Abs. 1 GewStG). Die Gesellschaft hat, sofern die vGA bei ihr abgeflossen ist, und sofern nicht eine Einlagerückgewähr gem. § 27 Abs. 1 Satz 3 KStG vorliegt, ab 2009 zu Lasten des Gesellschafters einen Kapitalertragsteuerabzug i.H.v. 25 % der vGA vorzunehmen (§ 43 Abs. 1 Satz 1 Nr. 1, § 43a Abs. 1 Satz 1 Nr. 1 EStG). Sofern Gewinnminderung und Abfluss zeitlich auseinanderfallen, kann mithin die Einkommenserhöhung und der Kapitalertragsteuerabzug in unterschiedlichen Veranlagungszeiträumen stattfinden. Darüber hinaus kann die vGA als unentgeltliche Wertabgabe (§ 3 Abs. 1b und Abs. 9a UStG) der Umsatzsteuer unterliegen.

#### Gesellschafterebene
Sofern sich die Anteile an der Gesellschaft im Privatvermögen des Anteilseigners befinden, führt die vGA bei Zufluss zu Einkünften aus Kapitalvermögen. Die Besteuerung erfolgt ab 2009 nach der Abgeltungsteuer (§ 32d EStG), d. h. die Einkommensteuer ist durch den bei der Gesellschaft vorgenommenen 25 %igen Kapitalertragsteuerabzug abgegolten (§ 43 Abs. 5 EStG) und ein Abzug von Werbungskosten scheidet aus (§ 20 Abs. 9 Satz 1 EStG). Ist der Gesellschafter mindestens zu 25 % bzw. bei beruflicher Tätigkeit für diese mindestens 1 % an der Kapitalgesellschaft beteiligt, kann der Gesellschafter die vGA wahlweise nach dem Teileinkünfteverfahren versteuern (§ 3 Nr. 40, § 32d Abs. 2 Nr. 3 EStG). Dies bedeutet, dass die vGA, wie auch in Fällen, in denen sich die Anteile an der ausschüttenden Gesellschaft in einem Betriebsvermögen befinden, nur in Höhe von 60 % steuerpflichtig ist (§ 3 Nr. 40d EStG) bzw. Werbungskosten mit 60 % berücksichtigt werden können (§ 3c Abs. 2 Satz 1 EStG). Voraussetzung ist jedoch, dass die vGA aufgedeckt und bei der Körperschaft hinzugerechnet wurde (ab VZ 2007). War der der vGA entsprechende Vermögenszufluss beim Gesellschafter bereits vorher  bei seinen anderen Einkünften erfasst, etwa das überhöhte Gehalt bei den Einkünften aus nichtselbständiger Arbeit, so ist dies, da die vGA nach ihrer Aufdeckung bei den Einkünften aus Kapitalvermögen erfasst ist, rückgängig zu machen, da es ansonsten zu einer Doppelbesteuerung kommen würde (Umqualifizierung). § 32a KStG (2007) ermöglicht es, bei Aufdeckung und Änderung des Körperschaftsteuerbescheides korrespondierend auch den Einkommensteuerbescheid des begünstigten Gesellschafters entsprechend zu ändern. Gilt bei der ausschüttenden Gesellschaft hinsichtlich des verdeckt ausgeschütteten Betrages das steuerliche Einlagekonto als verwendet (§ 27 Abs. 1 Satz 3 KStG) oder wurde dies dem Gesellschafter bescheinigt (§ 27 Abs. 5 Satz 1 KStG), führt ein die Anschaffungskosten der Beteiligung übersteigender Betrag der vGA zu einem nach dem Teileinkünfteverfahren (§ 3 Nr. 40c EStG) steuerpflichtigen Gewinn im Sinne des § 17 Abs. 4 EStG.
Handelt es sich bei dem Gesellschafter wiederum um eine Körperschaft, ist die vGA bei dieser gem. § 8b Abs. 1 KStG körperschaftsteuerfrei. Diese hat allerdings 5 % der vGA als pauschal ermittelte nicht abzugsfähige Betriebsausgabe zu versteuern (§ 8b Abs. 5 KStG). Die von der ausschüttenden Körperschaft einbehaltene Kapitalertragsteuer ist vom Finanzamt zu erstatten (§ 36 Abs. 2 Nr. 2 Satz 1 EStG). Sofern die empfangende Gesellschaft zumindest mit 15 % an der ausschüttenden Gesellschaft beteiligt ist, bleibt die vGA bei ihr von der Gewerbesteuer befreit (§ 9 Nr. 2a GewStG). Ansonsten ist die vGA bei ihr als „Streubesitzdividende“ gewerbesteuerpflichtig (§ 8 Nr. 5 GewStG). Siehe auch Schachtelprivileg.
Von 1977 bis 2000 galt das Anrechnungsverfahren. Dieses wurde ab 2001 (ausländische Gewinnausschüttungen) bzw. 2002 (inländische Gewinnausschüttungen) von dem so genannten  Halbeinkünfteverfahren abgelöst, welches bis 2008 Gültigkeit hatte.

## Schweiz
In der Schweiz ist die verdeckte Gewinnausschüttung für den Bund in Art. 58 Abs. 1 lit. b des Bundesgesetzes über die direkte Bundessteuer (DBG) geregelt. In den Kantonen gelten individuelle Regelungen, wobei Art. 24 Abs. 1 lit a des Bundesgesetzes über die Harmonisierung der direkten Steuern der Kantone und Gemeinden festlegt, dass nicht geschäftsmäßig begründete Aufwände aufgerechnet werden. Außerdem unterliegt eine verdeckte Gewinnausschüttung der Verrechnungssteuer, wenn die übrigen Voraussetzungen erfüllt sind.

## Beispiele für vGA
- Das Gehalt eines Gesellschafter-Geschäftsführers ist unüblich hoch.
- Der beherrschende Gesellschafter-Geschäftsführer vereinbart mit der Gesellschaft in Hinblick auf das positive Jahresergebnis erst nach Ablauf des Wirtschaftsjahres rückwirkend ein angemessenes Gehalt zu seinen Gunsten.
- Die beiden je zu 50 % beteiligten Gesellschafter-Geschäftsführer kommen gemeinsam überein, nach Ablauf des Wirtschaftsjahres jeweils rückwirkend angemessene Gehälter an sich zu zahlen.
- Ein Gesellschafter verkauft an die Gesellschaft ein Wirtschaftsgut zu einem überhöhten Preis.
- Die Gesellschaft verkauft an den Gesellschafter ein Wirtschaftsgut zu einem zu niedrigen Preis.
- Ein Gesellschafter gewährt oder erhält Kredite an seine/von seiner Gesellschaft zu nicht marktüblichen Konditionen (siehe „Cash-Pooling“), z. B. von der Gesellschaft zu einem zu geringen Zinssatz, an die Gesellschaft zu einem überhöhten Zinssatz.
- Vermietungen/Verpachtungen oder Warenlieferungen im Konzern zu nicht marktüblichen Bedingungen (siehe Fremdvergleichsgrundsatz).

Auch bei einem Betrieb gewerblicher Art von juristischen Personen des öffentlichen Rechts kann eine vGA vorliegen (H 36 KStR). Dies kann z. B. der Fall sein, wenn eine Gemeinde ihren Eigenbetrieb mit zu wenig Stammkapital ausstattet und ihm stattdessen Kredite gewährt.